# Sacha Parkinson
Sacha Louise Parkinson (11 de marzo de 1992) es una actriz británica conocida por haber interpretado a Sian Powers en la serie Coronation Street.

## Biografía
Es hija única de Cliff Parkinson, un agente inmobiliario, y Leigh Farrow Parkinson, una extrabajadora social. Fue pupila en el Walkden High School de Worsley, Salford, Manchester. Y allí completó sus estudios.
Es muy buena amiga de la actriz Brooke Vincent a quien conoce desde que tenían 6 años.
En el 2011 salió con Josh Wakefield.

## Carrera
Sacha fue elegida para Always and Everyone. Después de esto formó parte de The Illustrated Mum, una adaptación de Jacqueline Wilson por el Channel 4. Más tarde hizo apariciones en The Royal, The Street y The Bill, antes de unirse a la serie de la BBC, Grange Hill, en la que interpretó el papel de la colegiala Anna Duncan durante seis episodios. 
Entre el 2007 y el 2008 apareció como invitada en series como; Waterloo Road, Doctors, Survivors y Shameless. También apareció en el drama Clay protagonizado por Imelda Staunton. 
En el 2009 fue elegida para interpretar a Natasha en el Film de Red Union, Awaydays, que recrea la vida de un joven de 19 años dentro de una pandilla fanática del fútbol, situándose en el noroeste de Inglaterra, en el año de 1979, y el papel de Leanne en A boy called dad, lanzado en marzo de 2010 por Up North Productions.
El 15 de diciembre de 2008 se unió a la exitosa telenovela británica Coronation Street, donde interpretó a Sian Powers hasta el 30 de diciembre de 2011, después de que su personaje descubriera el día de su boda que su novia, Sophie Webster (Brooke Vincent) había besado a Amber Kalirai (Nikki Patel). En el 2010 Sian y Sophie se convirtieron en la primera pareja lesbiana en toda la historia de la serie. Debido a la popularidad de la relación entre ambas, la serie ganó el premio al "Reparto del año", otorgado por Stonewall, el 5 de noviembre de 2010 y el contrato de Sacha se extendió hasta finales de 2011. Sacha ya ha anunciado que dejará la serie a principios de 2012.
En el 2016 se anunció que Sacha se uniría al elenco de la segunda temporada de la serie Safe House.

## Filmografía[6]

### Series de televisión
| Año             | Título            | Personaje           | Notas                     |
| --------------- | ----------------- | ------------------- | ------------------------- |
| 2016 - presente | Safe House        | -                   | -                         |
| 2014            | My Mad Fat Diary  | Stacey Stringfellow | 4 episodios               |
| 2013 - 2014     | The Mill          | Miriam Catterall    | 7 episodios               |
| 2012            | Casualty          | Laura Bellamy       | episodio "Kansas"         |
| 2009 - 2011     | Coronation Street | Sian Powers         | 202 episodios             |
| 2008            | Shameless         | Tracey Kelvin       | episodio # 5.14           |
| 2008            | Survivors         | Kate                | episodio # 1.03           |
| 2007            | Doctors           | Cassie Sawyer       | episodio "Innocence Lost" |
| 2007            | Waterloo Road     | Lisa                | episodio # 2.09           |
| 2007            | Grange Hill       | Anna Duncan         | 6 episodios               |
| 2007            | The Bill          | Rose Sterling       | episodio "Lies That Kill" |
| 2006            | The Street        | Shannon Peterson    | episodio "The Flasher"    |

### Películas
| Año  | Título                    | Personaje          | Notas                                                       |
| ---- | ------------------------- | ------------------ | ----------------------------------------------------------- |
| 2013 | Fright Night 2            | Amy Peterson       | junto a Jaime Murray, Will Payne, Sean Power & Chris Waller |
| 2013 | Crash (One Day Like This) | Kate               | -                                                           |
| 2010 | A Boy Called Dad          | Leanne             | -                                                           |
| 2009 | Awaydays                  | Natasha            | -                                                           |
| 2008 | Clay                      | Maria O' Callaghan | -                                                           |
| 2005 | The Royal                 | Polly Crunshank    | -                                                           |
| 2003 | The Ilustrated Mum        | Tasha              | -                                                           |
| -    | Always and Everyone       | Chelsea            | -                                                           |

## Premios
| Año  | Categoría             | Premio          | Serie             | Resultado |
| ---- | --------------------- | --------------- | ----------------- | --------- |
| 2008 | Broadcast of the Year | Stonewall Award | Coronation Street | Ganadora  |